# Zyprischer Fußballpokal 2016/17
Der Zyprische Fußballpokal 2016/17 war die 75. Austragung des zyprischen Pokalwettbewerbs. Er wurde vom zyprischen Fußballverband ausgetragen. Das Finale fand am 24. Mai 2017 im GSP-Stadion von Nikosia statt.
Pokalsieger wurde Titelverteidiger Apollon Limassol. Das Team setzte sich im Finale gegen APOEL Nikosia durch. Apollon qualifizierte sich durch den Sieg für die 2. Qualifikationsrunde der UEFA Europa League 2017/18.

## Modus
Die Begegnungen der 1. Runde wurden in einem Spiel ausgetragen. Bei unentschiedenem Ausgang gab es eine Verlängerung von zweimal 15 Minuten und gegebenenfalls ein Elfmeterschießen. Die Begegnungen von der 2. Runde bis zum Halbfinale wurden in Hin- und Rückspiel ausgetragen. Bei Torgleichheit entschied zunächst die Anzahl der auswärts erzielten Tore, danach eine Verlängerung und falls erforderlich ein Elfmeterschießen.

## Teilnehmer
Es nahmen nur Mannschaften der ersten beiden Ligen teil.
| First Division (14) | First Division (14) | Second Division (11)                                                                                        | Second Division (11)                                                                      |
| --- | --- | --- | ----------------------------------------------------------------------------------------- |
| - AEK Larnaka - AEL Limassol - AEZ Zakakiou - Anagennisi Deryneia - Anorthosis Famagusta - APOEL Nikosia 1 - Apollon Limassol 1 | - Aris Limassol - Doxa Katokopia - Ermis Aradippou - Ethnikos Achnas 1 - Karmiotissa FC - Nea Salamis Famagusta - Omonia Nikosia 1 | - Akritas Chlorakas - Alki Oriklini - AO Agia Napa - ASIL Lysi 1 - Enosis Neon Paralimni - Ethnikos Assia 1 | - Olympiakos Nikosia 1 - Omonia Aradippou - Othellos Athienou - PAEEK Kyrenia - Paphos FC |

## 1. Runde
In dieser Runde traten 8 Teams der Second Division und 10 Teams der First Division an.
|                       | Ergebnis  |                     |
| --------------------- | --------- | ------------------- |
| Aris Limassol         | 6:0       | Akritas Chlorakas   |
| Enosis Neon Paralimni | 2:4       | AEZ Zakakiou        |
| Karmiotissa FC        | 3:1       | AO Agia Napa        |
| Doxa Katokopia        | 3:2       | Ermis Aradippou     |
| Omonia Aradippou      | 0:3       | AEK Larnaka         |
| Anorthosis Famagusta  | 2:1 n. V. | Othellos Athienou   |
| Alki Oriklini         | 1:2       | AEL Limassol        |
| Paphos FC             | 2:3 n. V. | Anagennisi Deryneia |
| Nea Salamis Famagusta | 2:0       | PAEEK Kyrenia       |

## 2. Runde
In dieser Runde stiegen weitere sieben Vereine ein.
- Apollon Limassol (Pokalsieger 2015/16)
- Omonia Nikosia (Finalist 2015/16)
- APOEL Nikosia (Fair-Play-Sieger First Division 2015/16)
- ASIL Lysi (Wild Card)
- Ethnikos Achnas (Wild Card)
- Ethnikos Assia (Wild Card)
- Olympiakos Nikosia (Wild Card)

|                      | Gesamt    |                       | Hinspiel | Rückspiel |
| -------------------- | --------- | --------------------- | -------- | --------- |
| APOEL Nikosia        | 4:1       | Nea Salamis Famagusta | 2:1      | 2:1       |
| Aris Limassol        | 0:3       | AEL Limassol          | 0:2      | 0:1       |
| Apollon Limassol     | 4:0       | AEZ Zakakiou          | 2:0      | 2:0       |
| Olympiakos Nikosia   | 5:0       | Ethnikos Assia        | 2:0      | 3:0       |
| Anorthosis Famagusta | 7:0       | ASIL Lysi             | 2:0      | 5:0       |
| Doxa Katokopia       | 5:1       | Anagennisi Deryneia   | 2:1      | 3:0       |
| AEK Larnaka          | 8:2       | Karmiotissa FC        | 2:1      | 6:1       |
| Omonia Nikosia       | (a)1:1(a) | Ethnikos Achnas       | 0:0      | 1:1       |

## Viertelfinale
|                    | Gesamt    |                      | Hinspiel | Rückspiel |
| ------------------ | --------- | -------------------- | -------- | --------- |
| AEK Larnaka        | 3:5       | Anorthosis Famagusta | 1:3      | 2:2       |
| Olympiakos Nikosia | 2:3       | Doxa Katokopia       | 1:1      | 1:2 n. V. |
| APOEL Nikosia      | (a)1:1(a) | AEL Limassol         | 0:0      | 1:1       |
| Omonia Nikosia     | 2:5       | Apollon Limassol     | 2:2      | 2 0:3 2   |

## Halbfinale
|                  | Gesamt |                      | Hinspiel | Rückspiel |
| ---------------- | ------ | -------------------- | -------- | --------- |
| Apollon Limassol | 6:1    | Anorthosis Famagusta | 6:0      | 0:1       |
| Doxa Katokopia   | 0:7    | APOEL Nikosia        | 0:2      | 0:5       |

## Finale
| Paarung          | APOEL Nikosia – Apollon Limassol |
| Ergebnis         | 0:1 (0:0) |
| Datum            | 24. Mai 2017 |
| Stadion          | GSP-Stadion, Nikosia |
| Zuschauer        | 13.906 |
| Schiedsrichter   | Loukas Soteriou |
| Tore             | 0:1 Paulo Vinícius (78.) |
| APOEL Nikosia    | Urko Pardo – Schiwko Milanow, Giorgos Merkis, Nicholas Ioannou (81. Igor de Camargo), Roberto Lago – Nuno Morais , Vinicius Oliveira, Efstathios Aloneftis, Giannis Gianniotas (62. Vander Vieira) – Georgios Efrem (78. Facundo Bertoglio), Pieros Sotiriou Cheftrainer: Thomas Christiansen ( Dänemark) |
| Apollon Limassol | Bruno Vale – Paulo Vinícius, Valentin Roberge, Giorgos Vasiliou, João Pedro (90.+3' Mário Sérgio) – Esteban Sachetti, Alex da Silva, Charalampos „Chambos“ Kyriakou, Adrián Sardinero – Fotios Papoulis (63. Abraham Gneki Guié), Anton Maglica Cheftrainer: Sofronis Avgousti                            |
| Gelbe Karten     | Georgios Efrem, Nicholas Ioannou, Nuno Morais, Vinicius Oliveira – Giorgos Vasiliou, Esteban Sachetti, João Pedro, Bruno Vale |
| Platzverweise    | keine – Alex da Silva (62.) |